# 栄嬪
栄嬪（えいひん、？ - 道光6年（1826年）5月10日）は、清の嘉慶帝の妃嬪。姓は梁佳氏。内務府上三旗包衣の出身。父は員外郎光保。

## 生涯
梁氏は潜邸（皇子時代の宮邸）において嘉親王永琰（後の嘉慶帝）に仕えていたが、具体的な侍奉の開始時期は不明である。 ただし、乾隆60年（1795年）の時点で、皇太子の妃嬪構成として以下の者が記録されている。
- 皇太子妃：喜塔臘（ヒタラ）氏
- 皇太子側妃：鈕祜禄（ニオフル）氏
- 官女子：劉佳（リウギャ）氏、侯佳（ホウギャ）氏

このうち、記録にある官女子2名がすでに確定しているため、梁氏は皇太子（永琰）が即位する直前に寵愛を受けた可能性が高い。

### 嘉慶帝の後宮での地位
嘉慶元年（1796年）1月1日：梁氏は榮常在に封じられる。
嘉慶11年（1806年）1月、榮貴人に昇格。

### 道光帝の即位と封号の変遷
嘉慶25年（1820年）7月、嘉慶帝が崩御。
同年12月、新皇帝道光帝は即位に伴い、恩貴人・榮貴人・安常在の三名の庶母を昇封。
榮貴人 は「皇考榮嬪」として尊封される。
その後は如貴妃・鈕祜禄（ニオフル）氏と共に寿中宮に居住した。
また、内務府が提出した満文の奏折によると、榮貴人・榮嬪の「榮」の文字は翻訳されず、満文でもそのまま「rung」と記されていた。これは「榮」が単なる称号ではなく、梁氏の姓や名前と関係がある可能性を示している。

### 薨去と安置
道光6年（1826年）5月10日、薨去。
道光7年（1827年）2月28日、昌陵の妃園寝（清西陵）に安置された。

## 伝記資料
- 『清史稿』